# Luis Ponce
El doctor y poeta Luis Ponce Romero, nació el 10 de mayo de 1839 en Acaxochitlán, distrito de Tulancingo; se distinguió en las letras y por su filantropía dejando varias obras literarias, fundó el hospital de la ciudad, publicó el periódico el Quijote, siendo sus palabras o axioma: "Nunca le falte a un pobre un pedazo de pan para otro pobre", hizo obras que nos patentizan su cariño humanitario, Falleció el 16 de octubre de 1915. Algunas de sus poesías fueron publicadas en el periódico Mi Sombrero.